# Серрамаццони
Серрамаццони (итал. Serramazzoni) —  коммуна в Италии, располагается в регионе Эмилия-Романья, подчиняется административному центру Модена.
Население составляет 7618 человек (на 2004 г.), плотность населения составляет 68 чел./км². Занимает площадь 93 км². Почтовый индекс — 41028. Телефонный код — 0536.
Покровительницей коммуны почитается Пресвятая Богородица (B.V. del Rosario). Праздник ежегодно празднуется 8 мая.